# گانشا (روان‌گردان)
گانشا (روان‌گردان) (به انگلیسی: Ganesha (psychedelic)) با فرمول شیمیایی C۱۳H۲۱NO۲ یک ترکیب شیمیایی است. که جرم مولی آن ۲۲۳٫۳۱ g/mol می‌باشد. 